# Tòa nhà Văn phòng Thượng viện Hoa Kỳ Dirksen
Tòa nhà Văn phòng Thượng viện Dirksen (tiếng Anh: Dirksen United States Senate Office Building) là tòa nhà văn phòng thứ hai được xây dựng cho các Thượng nghị sĩ Hoa Kỳ ở Washington, DC, và được đặt theo tên của cố Lãnh đạo Thiểu số Everett Dirksen từ Illinois vào năm 1972.

## Lịch sử

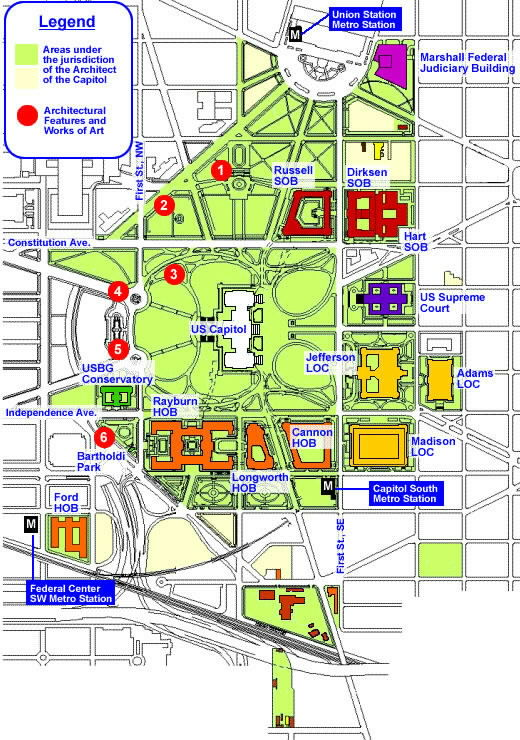
Bản đồ của khu phức hợp Capitol, với Tòa nhà Dirksen màu đỏ ở phía trên bên phải.

Trước khi Hoa Kỳ bước vào Thế chiến thứ hai, vào năm 1941, Thượng viện Hoa Kỳ đã ủy quyền cho Kiến trúc sư của Điện Capitol chuẩn bị kế hoạch cho một Tòa nhà Văn phòng Thượng viện thứ hai. Việc mở rộng vai trò của chính phủ liên bang trên phạm vi quốc gia và quốc tế bắt đầu từ những năm 1930 đã đặt ra những vấn đề mới đối với hoạt động của thượng nghị sĩ, do đó số lượng nhân viên ngày càng tăng làm Điện Capitol và Tòa nhà Văn phòng Thượng viện ban đầu chật chội hơn. Thế chiến II xảy ra làm trì hoãn việc thực hiện các kế hoạch xây dựng của Thượng viện, vì vậy các vấn đề về không gian ngày càng trở nên cấp bách. Ngay sau chiến tranh, Quốc hội Hoa Kỳ đã thông qua Đạo luật Tái Tổ chức lại Lập pháp năm 1946, nhằm hiện đại và hợp lý hóa hoạt động của cơ quan này, đồng thời cung cấp cho các thượng nghị sĩ và ủy ban sự trợ giúp của nhân viên chuyên nghiệp. Để có không gian làm việc cho các Thượng nghị sĩ, Thượng viện phải thuê mặt bằng trong các tòa nhà gần đó. Hơn nữa, với việc dự kiến kết nạp Alaska và Hawaii làm tiểu bang, bốn thượng nghị sĩ mới cũng cần không gian làm việc. Khi áp lực về không gian tăng cao, Thượng viện vào năm 1948 đã mua lại một mảnh đất để xây dựng một tòa nhà văn phòng thứ hai nhằm cung cấp đủ chỗ cho các nhân viên cùng các Thượng nghị sĩ.
Kiến trúc sư tư vấn được chọn, Otto R. Eggers và Daniel Paul Higgins từ công ty Eggers & Higgins của Thành phố New York, đã vẽ ra kế hoạch cho một tòa nhà bảy tầng mặt bằng đá cẩm thạch trắng, nằm đối diện với Tòa nhà Văn phòng Thượng viện Cũ (Tòa nhà Văn phòng Thượng viện Russell sau này) qua Phố 1 và theo đường chéo qua khuôn viên từ cánh Thượng viện của Điện Capitol. Mặc dù được sắp xếp hợp lý hơn và ít trang trí công phu hơn, tòa nhà mới được thiết kế để hài hòa với Điện Capitol và Tòa nhà Văn phòng Thượng viện đầu tiên. Những cửa sổ bằng đồng ở tầng ba và tầng bốn được thiết kế để đại diện các ngành công nghiệp Mỹ: Vận chuyển, Nông trại, Sản xuất, Khai thác và Đánh thuế. Bên dưới phần phía tây của tòa nhà mới có dòng chữ: "Thượng viện là biểu tượng sống của Liên minh Các Tiểu bang của chúng ta."
Mặc dù Thượng viện đã phê duyệt kế hoạch cho tòa nhà mới vào năm 1949, nhưng việc xây dựng đã bị trì hoãn cho đến năm 1956. Sau đó, chi phí xây dựng tăng lên khiến một số cấu trúc phải huỷ bỏ, bao gồm cả việc loại bỏ một hành lang trung tâm đã được quy hoạch. Với sự tham gia của Kiến trúc sư Điện Capitol J. George Stewart, các thành viên của Ủy ban Xây dựng Văn phòng Thượng viện đã khỏi công xây dựng ngày 13 tháng 7 năm 1956, và tòa nhà văn phòng mới mở cửa vào ngày 15 tháng 10 năm 1958.
Tòa nhà Dirksen được thiết kế để phù hợp với thời đại truyền hình, các phòng điều trần của ủy ban được xây dựng như là một hội trường để phù hợp hơn với việc lắng nghe lời khai hơn là ngồi quanh các bàn hội nghị, như đã từng được thực hiện trong các phòng ủy ban trước đây, cả ở Điện Capitol Hoa Kỳ và Tòa nhà Russell. Vào những năm 1970, Tòa nhà Văn phòng Thượng viện thứ ba, Tòa nhà Hart được xây dựng bên cạnh Tòa nhà Dirksen tại một vị trí ban đầu được dự định là một hồ phản chiếu của Tòa nhà Dirksen. Tòa nhà Hart và Dirksen được kết nối với nhau, và người ta có thể đi bộ giữa hai tòa nhà gần như dễ dàng như thể chúng là một tòa nhà duy nhất.

## Trùng tu
Tòa nhà đã được trùng tu trong giai đoạn 1999–2000 dưới sự giám sát của Kiến trúc sư Điện Capitol Alan M. Hantman của FAIA. Trợ lý Kiến trúc sư Michael G. Turnbull của FAIA được giao giám sát công trình mỗi ngày. Việc trùng tu tòa nhà đã được các Thượng nghị sĩ và nhân viên của họ ủng hộ nồng nhiệt. Thượng nghị sĩ Robert F. Bennett từ Utah, Chủ tịch Tiểu ban Lập pháp thuộc Ủy ban Phân bổ ngân sách Thượng viện, đã đưa ra những nhận xét sau đây về việc trùng tu tòa nhà:
"Khi tôi đến đây, Tòa nhà Dirksen được coi như là khu cho thuê giá thấp, vì vậy các Thượng nghị sĩ bắt đầu sự nghiệp của mình tại Tòa nhà Dirksen và sau đó sẽ tìm cách chuyển đi nhanh nhất có thể. Tôi hoài niệm về Tòa nhà Dirksen vì đây là nơi cha tôi có văn phòng, và tôi rất mãn nguyện khi có văn phòng trong đây. Bây giờ nó đã được trùng tu - và văn phòng của tôi là văn phòng đầu tiên được trùng tu - Tôi nghĩ rằng chúng tôi như đang ở khu cho thuê giá cao."
... cảm ơn bạn vì cách suy nghĩ tốt đối với tòa nhà Dirksen đang được trùng tu. Đây sẽ là không gian làm việc của các Thượng nghị sĩ trong 50 năm nữa. Đã gần 50 năm kể từ khi Tòa nhà Dirksen được mở cửa, và tôi chắc chắn rằng chúng tôi sẽ có được thành quả xứng đáng với số tiền bỏ ra để trùng tu nó.— Robert F. Bennett

## Thượng nghị sĩ có văn phòng trong Tòa nhà Dirksen
| Thượng nghị sĩ   | Đảng     | Tiểu bang      | Số phòng |
| ---------------- | -------- | -------------- | -------- |
| John Barrasso    | Cộng hòa | Wyoming        | 307      |
| Marsha Blackburn | Cộng hòa | Tennessee      | 357      |
| Susan Collins    | Cộng hòa | Maine          | 413      |
| Mike Crapo       | Cộng hòa | Idaho          | 239      |
| Mark Kelly       | Dân chủ  | Arizona        | B40D     |
| Amy Klobuchar    | Dân chủ  | Minnesota      | 425      |
| Ben Ray Luján    | Dân chủ  | New Mexico     | B40C     |
| Cynthia Lummis   | Cộng hòa | Wyoming        | G12      |
| Ed Markey        | Dân chủ  | Massachusetts  | 255      |
| Jerry Moran      | Cộng hòa | Kansas         | 521      |
| Bernie Sanders   | Độc lập  | Vermont        | 332      |
| John Thune       | Cộng hòa | South Dakota   | 511      |
| Thom Tillis      | Cộng hòa | North Carolina | 113      |
| Tommy Tuberville | Cộng hòa | Alabama        | B40A     |
| Raphael Warnock  | Dân chủ  | Georgia        | B40D     |
| Roger Wicker     | Cộng hòa | Mississippi    | 555      |
| Ron Wyden        | Dân chủ  | Oregon         | 221      |
| Todd Young       | Cộng hòa | Indiana        | 185      |

## Ủy ban có phòng họp trong Tòa nhà Dirksen
- Ủy ban Ngân hàng, Nhà ở và Đô thị Thượng viện
- Ủy ban Ngân sách Thượng viện
- Ủy ban Thương mại, Khoa học và Vận tải Thượng viện
- Ủy ban Năng lượng và Tài nguyên Thiên nhiên Thượng viện
- Ủy ban Môi trường và Công trình Công cộng Thượng viện
- Ủy ban Tài chính Thượng viện
- Ủy ban Đối ngoại Thượng viện
- Ủy ban Y tế, Giáo dục, Lao động và Lương hưu Thượng viện
- Ủy ban An ninh Nội địa và Các vấn đề Chính phủ Thượng viện
- Ủy ban Tư pháp Thượng viện